# Уиллард (фильм, 2003)
«Уи́ллард» (англ. Willard) — американский художественный фильм 2003 года, поставленный режиссёром Гленом Морганом. Ремейк одноимённого фильма 1971 года.

## Сюжет
Странный, застенчивый и необщительный молодой парень по имени Уиллард постоянно живёт под стрессом и давлением — ему всё время приходится ухаживать за своей больной матерью, вечно находящейся в бреду, его мерзкий хозяин мистер Мартин терроризирует и унижает морально на работе, которая Уилларду не приносит никакого удовольствия. И ещё у него абсолютно нет друзей и личной жизни. Но однажды, когда Уиллард в очередной раз ловил крыс в подвале своего большого старого дома, он поймал маленького крысёнка, который впоследствии стал единственным другом Уилларду. После ещё одного трудного дня на работе, сидя в подвале в компании крыс, Уиллард открывает для себя, что имеет способность не только понимать и говорить с крысами, но и заставлять их делать то, что скажет.

## В ролях
| Актёр            | Роль           |
| ---------------- | -------------- |
| Криспин Гловер   | Уиллард        |
| Р. Ли Эрми       | Мистер Мартин  |
| Лаура Хэрринг    | Катрин         |
| Джеки Барроуз    | Миссис Стилис  |
| Ким МакКами      | Мисс Лич       |
| Уильям С. Тейлор | Мистер Гартер  |
| Эдвард Хорн      | Колквит        |
| Гас Линч         | Джордж Фоксс   |
| Лаара Сэдик      | Джейнс Мантис  |
| Тай Олссон       | Офицер Сальмон |
| Кристен Клоук    | Психиатр       |

## Съёмочная группа
- Режиссёр — Глен Морган
- Продюсер — Глен Морган, Джеймс Вонг, Билл Карраро, Тоби Эммерих, Кен Хэлсбэнд, Ричард Бренер
- Сценарист — Глен Морган, Гилберт Ралстон
- Композитор — Ширли Уокер
- Оператор — Роберт МакЛаклен
- Монтажёр — Джеймс Коблентц

## Прокат
В прокате фильму не сопутствовал коммерческий успех — при затратах на производство в 20 млн долларов кассовые сборы составили 8,5 млн долларов.